# Хроника Компостеллы
Хроника Компостеллы (Хроника из кодекса Истории Компостеллы) лат. Chronicon ex historiae Compostellanae codice — написанное на латинском языке сочинение по истории Испании. Содержательно охватывает события от вторжения вестготов в Испанию (которое датировано 362 годом) до кончины королевы Урраки 8 марта 1126 года. По содержательным особенностям и языку предполагается, что хроника была создана в Галисии. Она включает историю вестготов, Астурийского королевства с приложением списка королей Овьедо и регентский список астурийской монархии от Пелайо до Альфонса II (доведённый до 791 года). Для Леонского королевства это один из старейших исторических источников после Historia silense (1109—1118). Для современной историографии огромную ценность представляют сведения об обстоятельствах кончины королевы Урраки.

## Издание
- Chronicon ex historiae Compostellanae codice // España sagrada: teatro geográfico-histórico de la iglesia de España. — Madrid, 1765. — Т. 20.

## Перевод на русский язык
- Хроника Компостеллы в переводе И. Дьяконова на сайте Восточная литература